# Reduktionszirkel

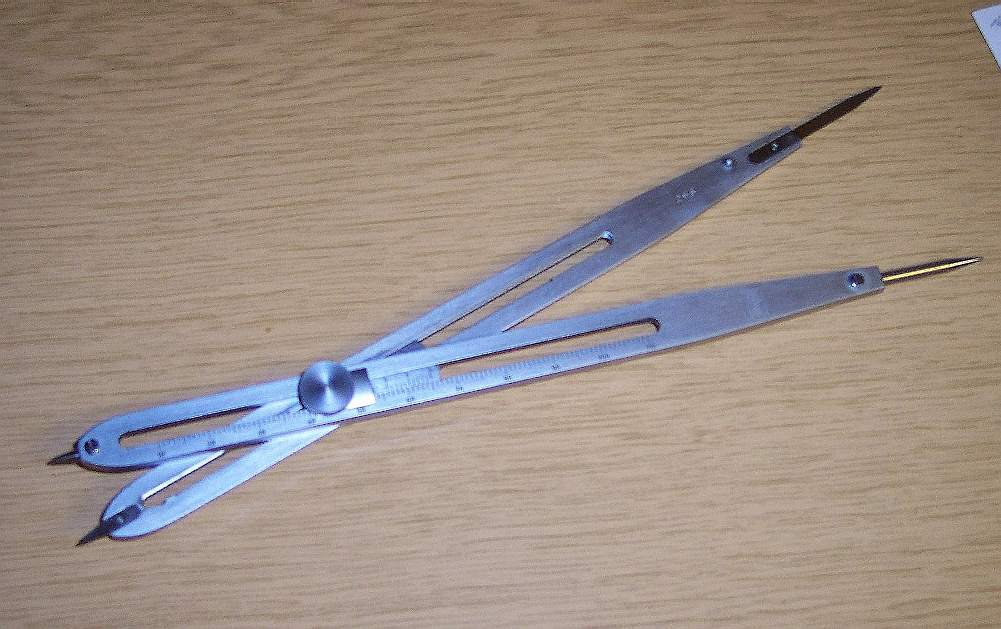
Reduktionszirkel

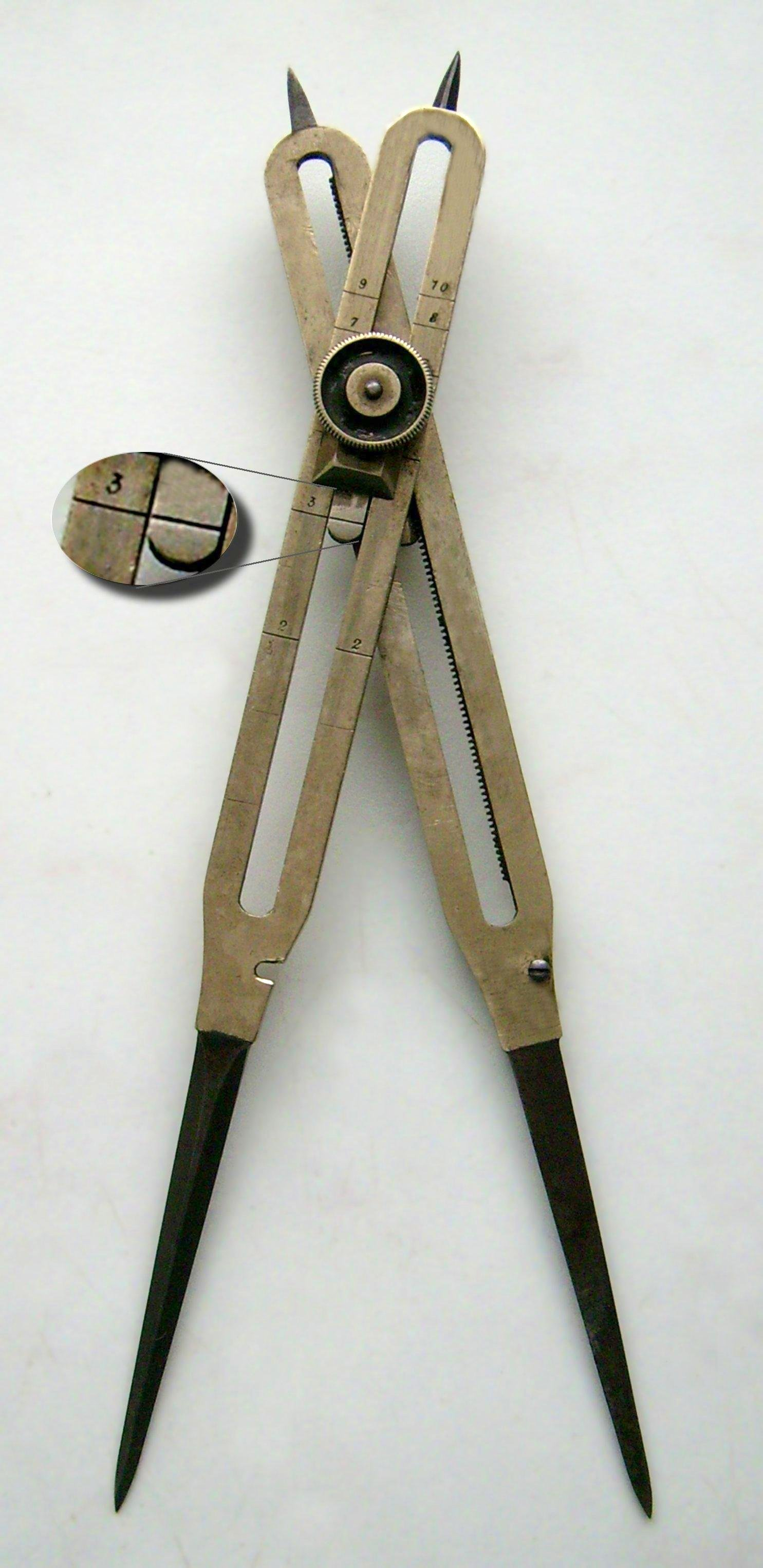
Hier Verhältnis 3

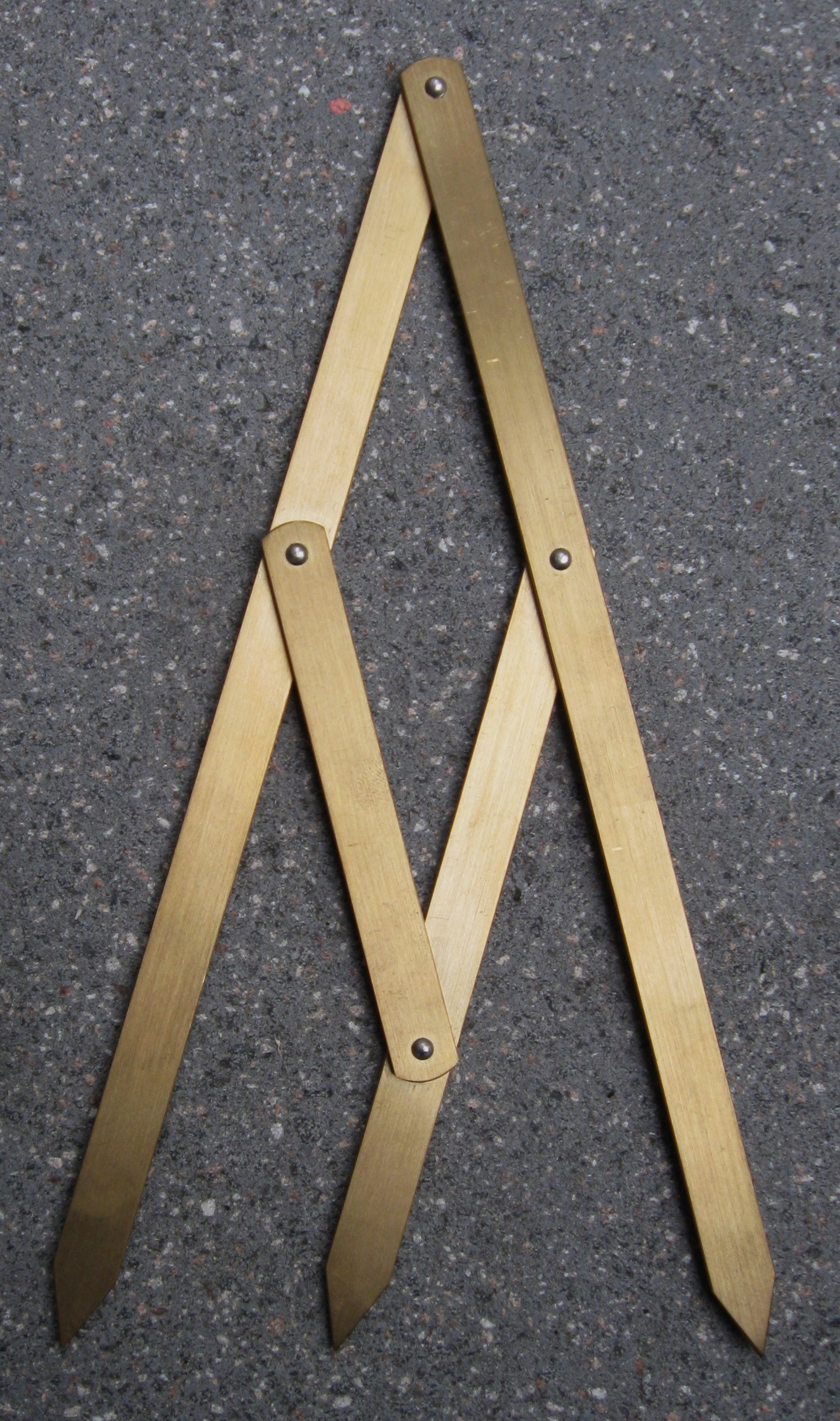
Goldener Zirkel

Der Reduktionszirkel oder auch Proportionalzirkel ist ein spezieller Zirkel, der verwendet wird, um Strecken in einem bestimmten Verhältnis zu teilen, zu vergrößern und/oder zu verkleinern. Außerdem kann mit ihm der Kreisumfang in gleiche Teile geteilt werden. Zusätzlich können verschiedene Spezialkonstruktionen vorgenommen werden, etwa die Teilung einer Strecke nach dem Goldenen Schnitt oder die „Quadratur des Kreises“ (also die Konstruktion eines Quadrates, das zu einem gegebenen Kreis annähernd flächengleich ist).
Der Reduktionszirkel besteht aus zwei Schenkeln, die durch eine bewegliche Einstellschraube (meistens mit einem Nonius) verbunden sind. Er hat an jedem Ende zwei Spitzen. Das eine Paar dient zum Abgreifen des Ausgangsmaßes, das zweite zum Abschlagen der zu konstruierenden Größe. Mit präzise gefertigten Geräten kann eine Genauigkeit von ±0,1 mm erreicht werden.
Im dritten Teil des Tractatus primus instrumentorum mechanicorum von Levin Hulsius geht es um den Reduktionszirkel, der nicht nur auf dem Titelblatt zu sehen ist, sondern auch im folgenden Text ausführliche Erläuterung findet. Hulsius sagte im Jahre 1603, dass er den Proportionalzirkel zum ersten Mal auf dem Reichstag in Regensburg gesehen hatte. Schließlich schrieb Hulsius die Erfindung des Proportionalzirkels dem Instrumentenbauer Jost Bürgi zu und beklagte sich darüber, dass andere Handwerker dessen Zirkel einfach nachgebaut hatten. Noch heute gilt Jost Bürgi manchmal als Erfinder des Reduktionszirkels. Tatsächlich waren Reduktionszirkel schon der Antike bekannt. Eine primitive Form mit feststehendem Winkel, die Übertragungen im Verhältnis 1:2 erlaubt, ist unter den Bronzefunden aus Pompeji erhalten. Weiterentwickelt wurde der Reduktionszirkel zum Proportionalzirkel von Fabrizio Mordente (mit Anteilen von Federigo Commandino) und später Galileo Galilei.
Der Reduktionszirkel wird auch von Steinbildhauern benutzt, die ihn auch „Reduktionszange“ nennen, wenn sie Modelle vergrößert oder verkleinert in Naturstein übertragen und ausarbeiten.